# Roberto Bauce
Roberto Bauce (Ponte San Nicolò, 18 settembre 1945 – Padova, 13 gennaio 2022) è stato un pilota di rally italiano.

## Carriera
Ha partecipato a varie gare di rally valide per il Campionato del Mondo e per il Campionato europeo, tra cui spiccano il Rally di Monte Carlo, quello di Sanremo e quello della Costa d'Avorio.

## Risultati nel campionato del mondo rally

### ICM
- 1971[1] - Fiat 125 S - 12° al Rally di Sanremo[2]

### WRC
| 1973 | Scuderia | Vettura                          |     |  |  |  |  |  |  |  |  |   |  |  |  |  |  |  | Punti | Pos. |
| ---- | -------- | -------------------------------- | --- |  |  |  |  |  |  |  |  | - |  |  |  |  |  |  | ----- | ---- |
| 1973 |          | Porsche 911 S 2.2 Opel Ascona SR | Rit |  |  |  |  |  |  |  |  | 9 |  |  |  |  |  |  | [ 4 ] |      |

| 1974 | Scuderia | Vettura     |  |  |  |     |  |  |  |  |  |  |  |  |  |  |  |  | Punti | Pos. |
| ---- | -------- | ----------- |  |  |  | --- |  |  |  |  |  |  |  |  |  |  |  |  | ----- | ---- |
| 1974 |          | Opel Ascona |  |  |  | Rit |  |  |  |  |  |  |  |  |  |  |  |  |       |      |

| 1976 | Scuderia | Vettura            |  |  |  |  |  |  |  |   |  |  |  |  |  |  |  |  | Punti | Pos. |
| ---- | -------- | ------------------ |  |  |  |  |  |  |  | - |  |  |  |  |  |  |  |  | ----- | ---- |
| 1976 |          | Opel Ascona 1.9 SR |  |  |  |  |  |  |  | ? |  |  |  |  |  |  |  |  |       |      |

| Legenda | 1º posto | 2º posto | 3º posto | A punti | Senza punti | Ritirato | Squalificato | NP=Non partito C=Gara cancellata | Apice=Power stage |